# Bogumił Szreder
Bogumił Edward Szreder (ur. 31 lipca 1956 w Gdańsku, zm. 7 października 2003) – polski polityk i samorządowiec, rolnik, poseł na Sejm X i I kadencji.

## Życiorys
Ukończył w 1977 Zasadniczą Szkołę Ogólnokształcącą w Tczewie. Od 1979 prowadził indywidualne gospodarstwo rolne. Od 1969 działał w Związku Młodzieży Wiejskiej, kierował strukturami wojewódzkimi ZMW i był wiceprzewodniczącym zarządu krajowego tej organizacji. Działał też w Gminnej Spółdzielni „Samopomoc Chłopska”. W 1980 wstąpił do Zjednoczonego Stronnictwa Ludowego, zasiadał w Komitecie Naczelnym partii. W latach 1989–1993 pełnił funkcję posła na Sejm X i I kadencji. Po rozwiązaniu ZSL należał do Polskiego Stronnictwa Ludowego „Odrodzenie” i Polskiego Stronnictwa Ludowego. Bez powodzenia kandydował do Sejmu w 2001. Przewodniczył radzie sołeckiej w Bałdowie. Pod koniec życia był radnym gminy Tczew.
W 1984 odznaczony Brązowym Krzyżem Zasługi, a pośmiertnie w 2006 medalem „Za zasługi dla gminy Tczew”.